# Galle (prêtre)
Pour les articles ayant des titres homophones, voir Gal, GAL, Gale, Gall et Galle.
Cet article concerne les prêtres de Cybèle. Pour la nation, voir Pays de Galles.

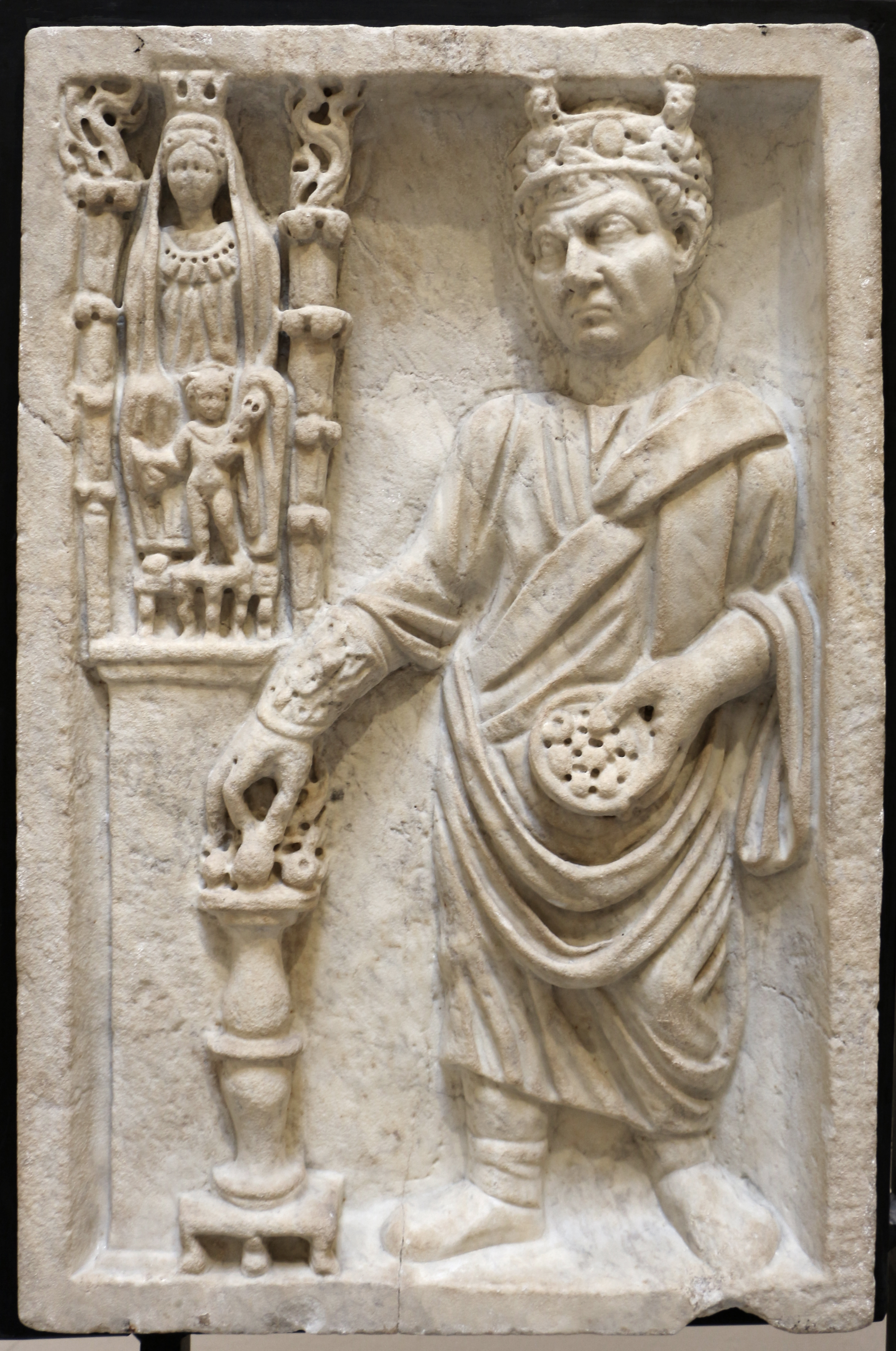
Statue d’un prêtre archigalle, IIe siècle, musées du Capitole, Rome.

Galles est le nom donné par les Romains aux prêtres eunuques du culte, d'origine phrygienne, de Cybèle et de son parèdre Attis, qui a été incorporé dans les pratiques religieuses de la Rome antique.

## Origine

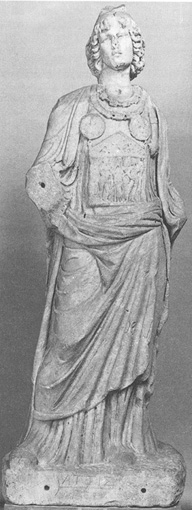
Statue d’un galle,, musées du Capitole.

Le nom est sans doute issu du fleuve Gallos (aujourd'hui Ballı çayi) en Galatie (aujourd'hui en Turquie), qui coulait près du temple originel de Cybèle et dont on disait que les eaux rendaient fou quiconque s'y abreuvait.
Les premiers galles sont arrivés à Rome après 203 av. J.-C. lorsque le Sénat romain a officiellement intégré Cybèle au panthéon romain à la suite de la victoire de Scipion l'Africain sur Hannibal à Zama, durant les guerres puniques. Menacés par l’avancée de l’armée de ce dernier sur Rome, les Romains avaient consulté les livres sibyllins qui leur avaient préconisé d’adopter la déesse de Phrygie, Cybèle et de lui vouer un culte, afin d’aider Rome dans sa guerre contre Carthage. Après quelques hésitations, Attale Ier, roi de Pergame, remit à une ambassade romaine une pierre noire tombée du ciel, où était supposée résider la déesse. La statue fut transportée depuis Pessinonte, en Asie mineure, sur un bateau qui s’échoua à l’embouchure du Tibre, où, selon la légende, Claudia Quinta, jeune vestale injustement accusée d’avoir rompu son vœu de chasteté, prouva son innocence et sa virginité en tirant le bâtiment avec sa ceinture. Les oracles ayant exigé que la déesse soit accueillie à Ostie par le meilleur citoyen de Rome, ce fut le cousin de Scipion l’Africain, Publius Cornelius Scipio Nasica, alors tout jeune homme qui n’avait encore exercé aucune magistrature, qui fut désigné pour la rapporter jusqu’à Rome. Installée dans le temple de la Victoire, sur la colline du Palatin, après la victoire romaine sur les Carthaginois, la déesse reçut le titre officiel de Magna Mater deorum Idaea (Grande mère des dieux, venue des monts Ida) et elle fut célébrée tous les ans au début d’avril au cours des Megalesia. Jusqu’à la levée de cette interdiction par Claude, les citoyens romains n’eurent pas le droit de devenir galles, ce qui signifiait que ceux-ci étaient ou esclaves, ou originaires d'Orient. En revanche le prêtre principal, ou archigalle, était un citoyen romain et n’était donc pas eunuque. Domitien a réaffirmé l'interdiction faite aux citoyens romains de pratiquer l’eviratio ("castration").

## À propos des galles
On pense que les prêtres se castraient eux-mêmes, pour imiter le geste d'Attis, le parèdre de Cybèle, lors d’une célébration extatique à l'occasion de la fête annuelle de la déesse, le dies sanguinis (ou dies sanguinaria), "jour du sang", qui se déroulait le 24 mars. Ils arboraient pour la circonstance des vêtements de femmes, la plupart du temps de couleur jaune, et une sorte de turban, avec des pendentifs et des boucles d’oreilles. Ils portaient également un maquillage épais, avec leurs cheveux longs et décolorés. Ils erraient avec les fidèles, priant pour la charité, en échange de quoi ils étaient prêts à dire la bonne aventure. Le jour de deuil d’Attis, échevelés, ils couraient et dansaient sauvagement au son de flûtes et de tambourins et, en extase, se fouettaient jusqu’au sang.
Ces fanatiques se manifestaient durant la grande fête en l'honneur de la déesse, au cours de la deuxième quinzaine de mars,.

## Origine du nom

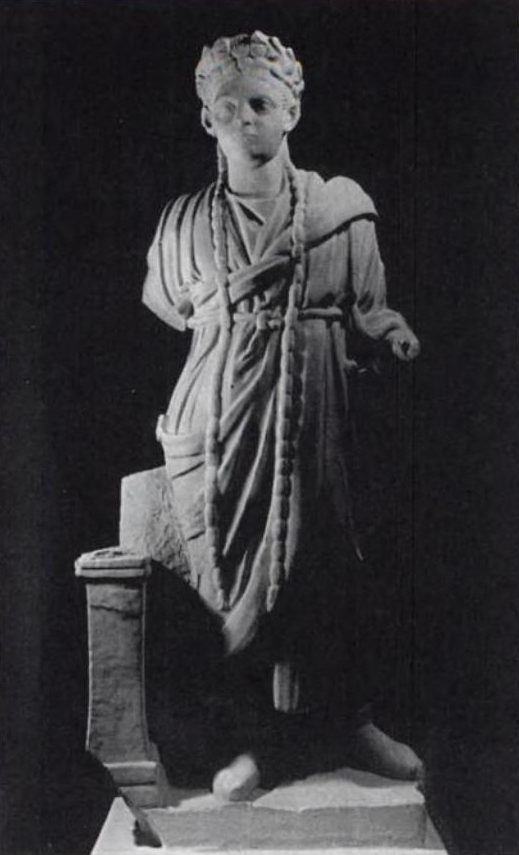
Un prêtre de Cybèle au Musée public national de Cherchell, IIe siècle-

Les étymologies fantaisistes étaient été très répandues à l’époque classique. Mais il a été suggéré que gallu provenait du sumérien gal « grand » et de lu « homme » . Les gallus sont des démons infernaux de la mythologie mésopotamienne. Ils semblent avoir été consacrés à l’origine au dieu Enki [référence]. Par coïncidence il existait une catégorie de prêtres mésopotamiens appelés kalu ou gala en  sumérien. Ces prêtres jouaient du tympan et participaient au sacrifice du taureau. Une autre catégorie de prêtres mésopotamiens appelés assinnu, galatur et kurgarru, eunuques, participaient à des rites liturgiques où ils étaient costumés et masqués. Ils jouaient de la musique, chantaient et dansaient, le plus souvent dans des cérémonies dédiées à la déesse Ishtar.

## Les galles et Attis
La relation d'Attis avec les galles est fondamentale pour comprendre le sens et la fonction du mythe et du rituel lié à celui-ci à Rome. Le rôle du prototype de la castration d’Attis mythique dans l’institution du « sacerdoce » des galles a presque toujours été souligné. Les chercheurs ont tenté d’établir un lien entre l’épisode de la castration d’Attis et la mutilation rituelle des galles comme reflet du mythe dans une action rituelle secondaire, ou, à l’inverse, comme fondement mythique d’une action rituelle. Ce genre d’interprétation semble si simpliste qu'on ne parvient guère à considérer que cette connexion ait servi des fins différentes à différentes époques. La castration d’Attis dans la version « phrygienne » du mythe sert de base à une institution à la fois politique et religieuse, l’institution de ses prêtres à Pessinonte, les « non-rois », qui ne coïncide pas simplement avec les galles.
Bien qu’elles ne mentionnent pas explicitement l’émasculation, les premières références aux galles proviennent de l’Anthologia Palatina. Dans un  fragment attribué à Callimaque, le terme désigne la castration qui a eu lieu sous le terme de gallai.

## Archigalles

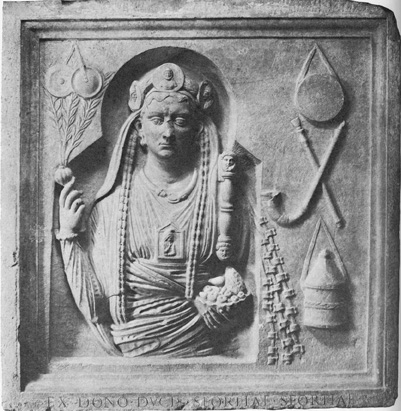
Relief funéraire d’un archigalle de Lavinium, milieu du, musées du Capitole.

Les grands prêtres sont bien documentés par l’archéologie. À Pessinonte, centre du culte de Cybèle, deux grands prêtres, au cours de la période hellénistique, avaient l’un le titre d’« Attis », l’autre celui de « Battakes ». Ils étaient tous deux eunuques. Les grands prêtres eurent une influence politique considérable à cette période ; des lettres d’un grand prêtre Attis aux rois de Pergame Eumène II et Attale II ont été gravées dans la pierre. Plus tard, pendant la période flavienne, il exista un collège de dix prêtres, non castrés, et désormais citoyens romains, mais utilisant toujours le titre d’« Attis ».
À Rome, le chef des galles était connu comme l'« archigalle », à partir de la période claudienne. Des découvertes archéologiques représentent l’archigalle dans des costumes luxueux et extravagants. Celui-ci était toujours un citoyen romain, nommé à vie par les quindecemviri sacris faciundis. En tant que citoyen romain employé par Rome, l’archigalle se devait de préserver les traditions du culte de Cybèle sans violer les interdictions romaines en matière de règle religieuse. Celui-ci n’a, par conséquent, jamais été eunuque, l’émasculation étant interdite à tous les citoyens de Rome . Les insignes de son sacerdoce ont été décrits comme une sorte de couronne, peut-être de lauriers, ainsi qu’un bracelet d’or connu sous le nom d’« occabus ». De l’archigalle relevaient deux aspects du culte de la Magna Mater : la gestion de son sanctuaire et le rite du taurobolium.

## Disparition
Sous Théodose, la religion chrétienne est devenue la seule religion acceptée et le paganisme est interdit. Le culte de Cybèle fut particulièrement visé au Ve siècle apr. J.-C. à cause de sa trop grande proximité avec celui de la Vierge Marie à qui il faisait de l’ombre.

## Notes

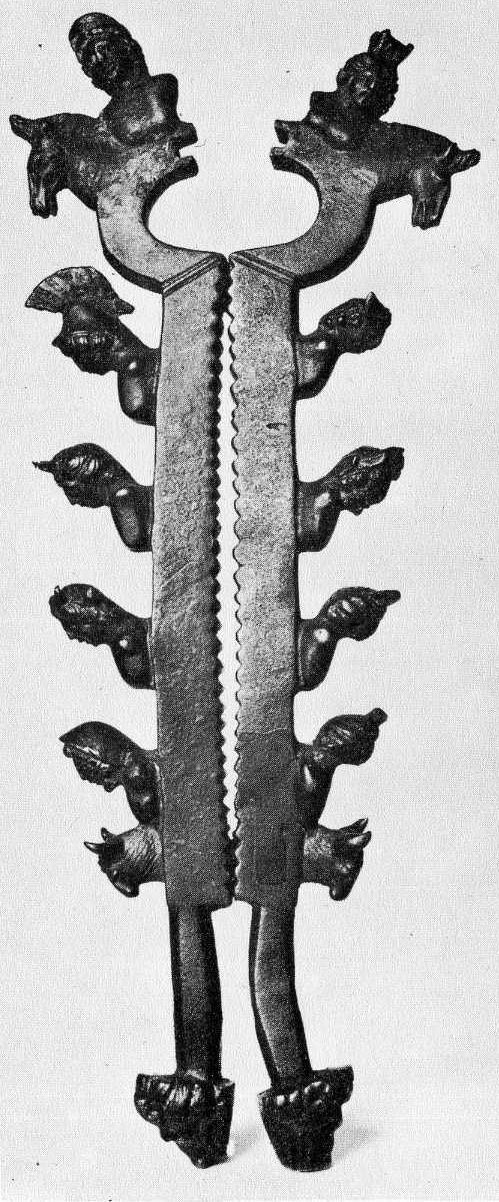
Pince à castration, ornée des portraits de Cybèle et d’Attis